# Nagetusch

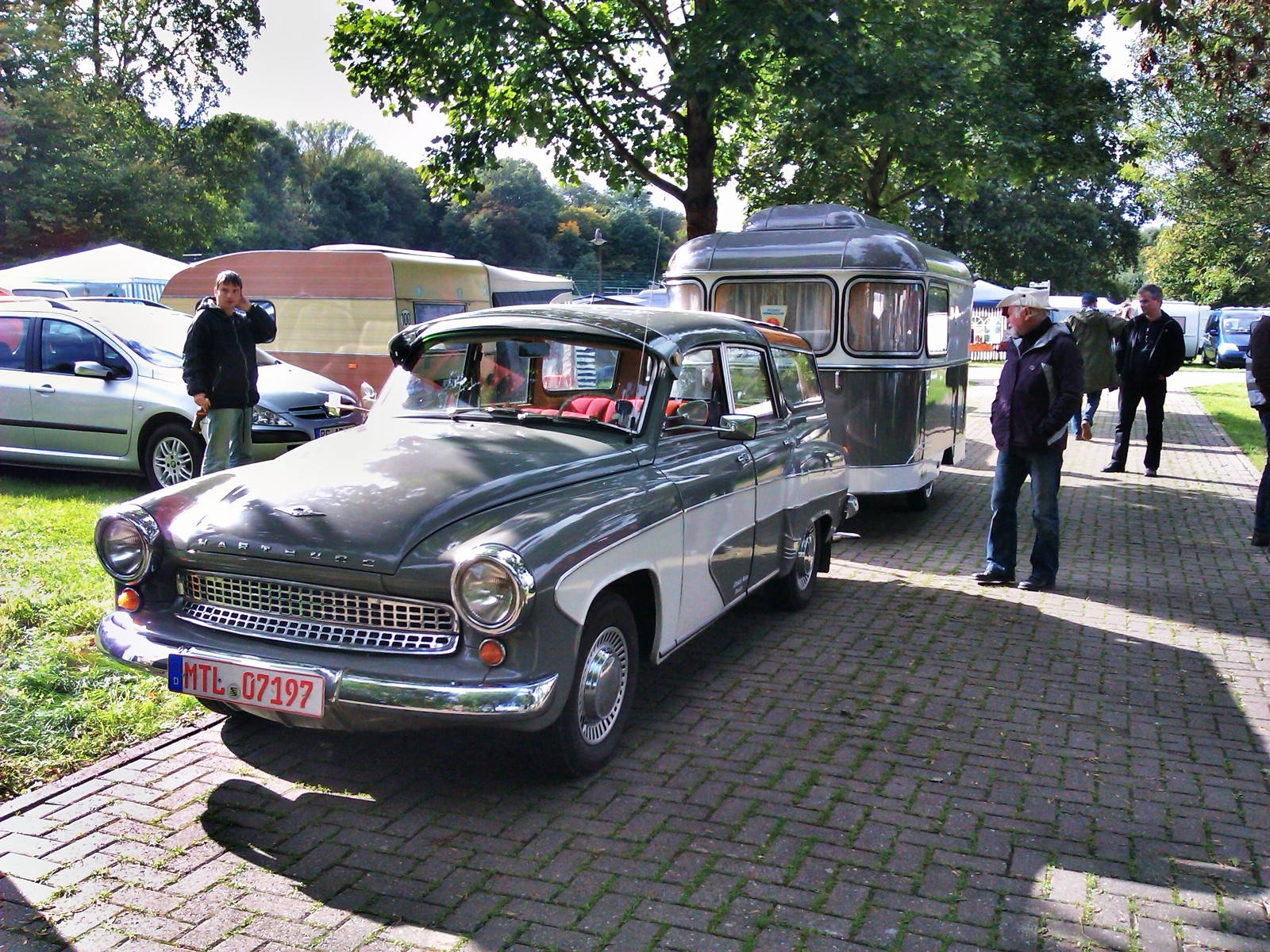
Wartburg 312 Camping (mit einer Karosserie aus dem VEB Karosseriewerk Dresden) mit Nagetusch-Wohnwagen

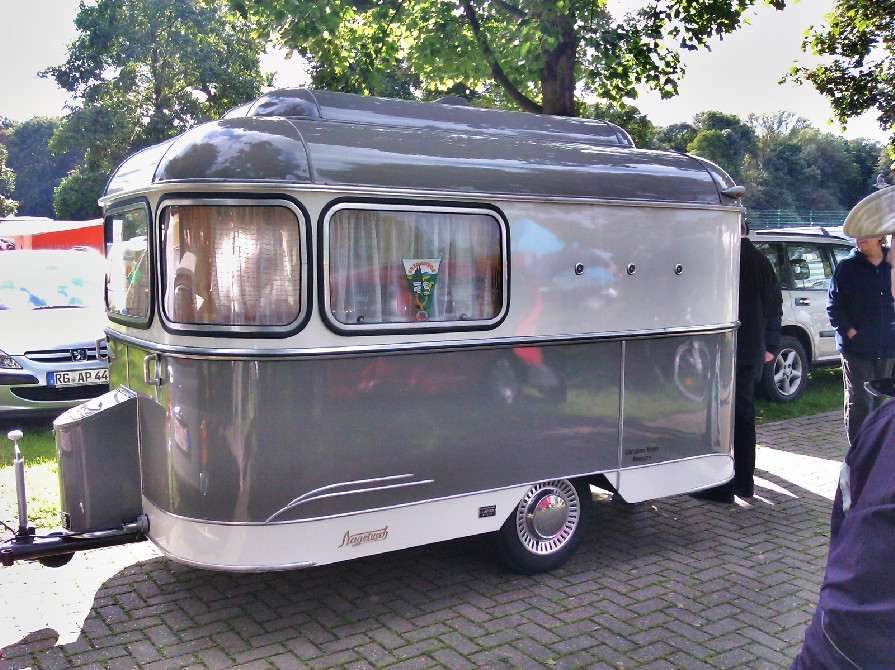
Derselbe Wohnwagen mit gut erkennbaren Schmuckelementen

Nagetusch war ein Karosseriehersteller für Wohnwagen in der DDR.

## Geschichte
August Richard Nagetusch (* 17. Januar 1904 in Dresden-Bühlau; † 12. Juni 1989 in Wiesbaden), von Beruf Stellmacher, gründete 1931 einen Spezialbetrieb für Karosseriebau in Dresden. Bis zur Zerstörung im Zweiten Weltkrieg durch den Bombenangriff am 13. Februar 1945 befand sich das Unternehmen auf dem Gelände des Alten Schlachthofs an der Leipziger Straße. Danach zog es nach Kaitz um.
Ende der 1950er Jahre wurde mit der Entwicklung eines in Serie herzustellenden modernen Wohnwagens begonnen, dessen Vorstellung auf der Leipziger Herbstmesse 1958 erfolgte. Das Modell „Brillant“ wurde im Rahmen der Konsumgüterproduktion in der DDR zur Erhöhung der Stückzahlen in Lizenz im VEB Schiffswerft Rechlin (Kreis Neustrelitz) hergestellt. Am 13. Mai 1963 flüchtete der Sohn Manfred Nagetusch, der unter anderem den Nagetusch Diamant mitkonstruiert hat, mit Hilfe eines Diplomaten im Kofferraum eines Autos über den Grenzübergang Friedrichstraße (Checkpoint Charlie) nach West-Berlin, und kümmerte sich von dort aus (über Mittelsmänner) um den Vertrieb der Wohnwagen.
Auch im Karosseriewerk Rosenthal wurden Nagetusch-Verkaufswagen in Lizenz hergestellt. 1970 wurde Richard Nagetusch aus politischen Gründen in Dresden verhaftet und 1971 von der BRD freigekauft. Im Zuge der letzten Enteignungswelle in der DDR wurde Nagetusch 1972 verstaatlicht. Der Wohnwagenbau wurde dem VEB Karosseriewerk Dresden (KWD) angeschlossen. Im Zweigwerk Rosenthal wurden einige dort vorher in Nagetusch-Lizenz gefertigte Verkaufswagen zu Wohnwagen (Typ VK 3.5 M) umfunktioniert und mindestens bis 1973 weiter gefertigt. Der Name Nagetusch wurde allerdings nicht mehr verwendet.
Ab 1973 wurden die Wohnwagen des Typs Bastei im KWD hergestellt und in diesem Zuge die Fertigung der Nagetusch-Nachfolgemodelle eingestellt.

## Ausstattung der Wohnwagen

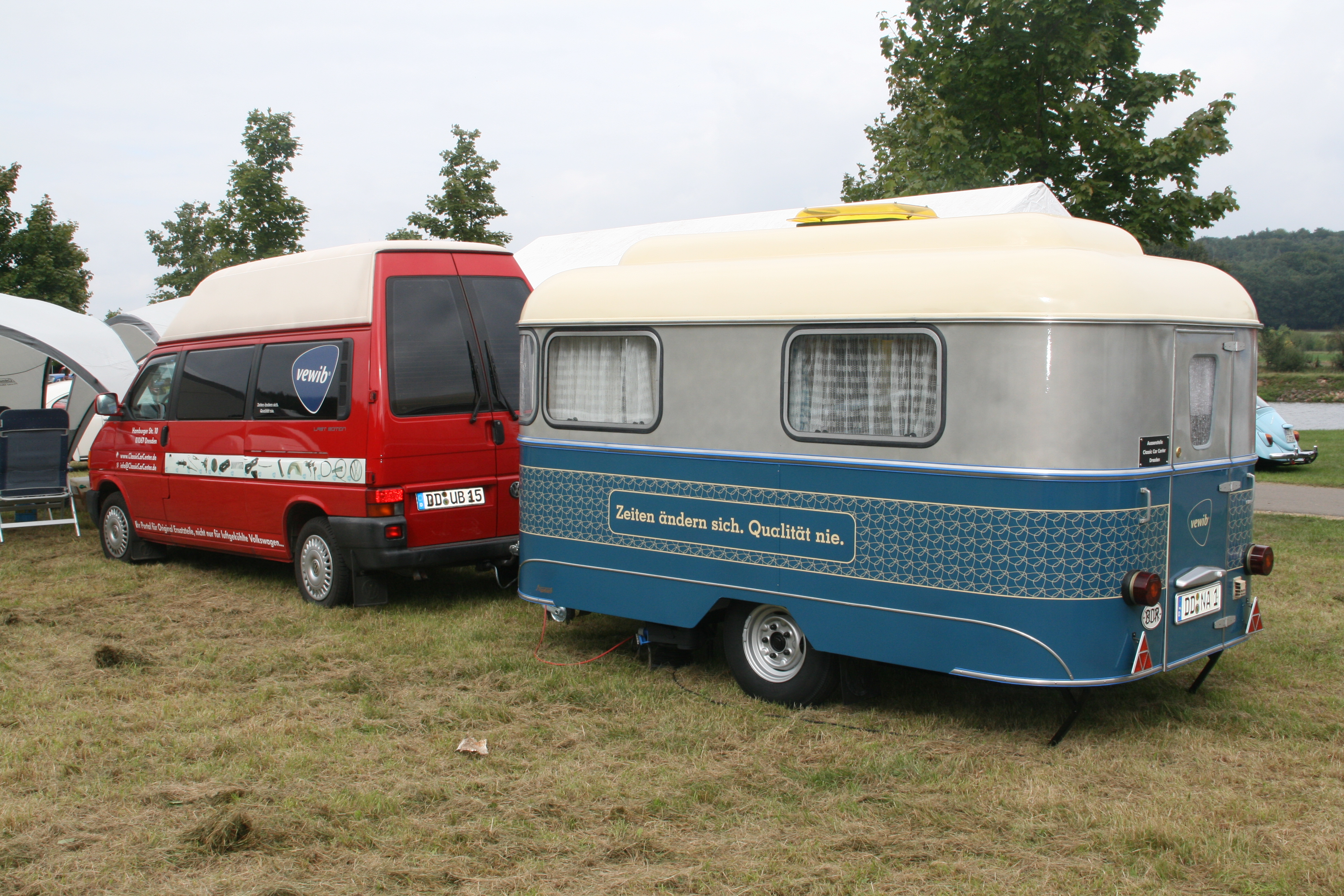
Hochdach-T4 mit Nagetusch-Wohnwagen

Die Wohnwagen galten als sehr luxuriös. Sie waren aus einem Holzaufbau mit Aluminiumaußenhaut auf einem Zentralrohrrahmen gefertigt. Sie hatten Schwinghebelachsen und Einzelradaufhängung mit Drehstabfederung und Stoßdämpfern. Meist waren die Anhänger großzügig mit Glas- und Kunststoffscheiben verglast. Die Dächer waren anfangs alubeplankt, später aus Kunststoff gefertigt. Im Inneren waren die Wohnwagen mit einem Holzausbau mit Schränken und Sitzmöglichkeiten ausgestattet, hatten eine Gasanlage zum Kochen, eine 220-V-Anlage und eine oder mehrere Schlafstellen.

Nagetusch Diamant
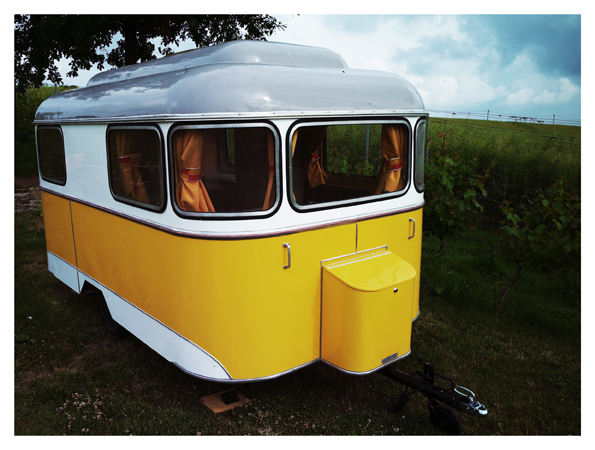
Außenansicht
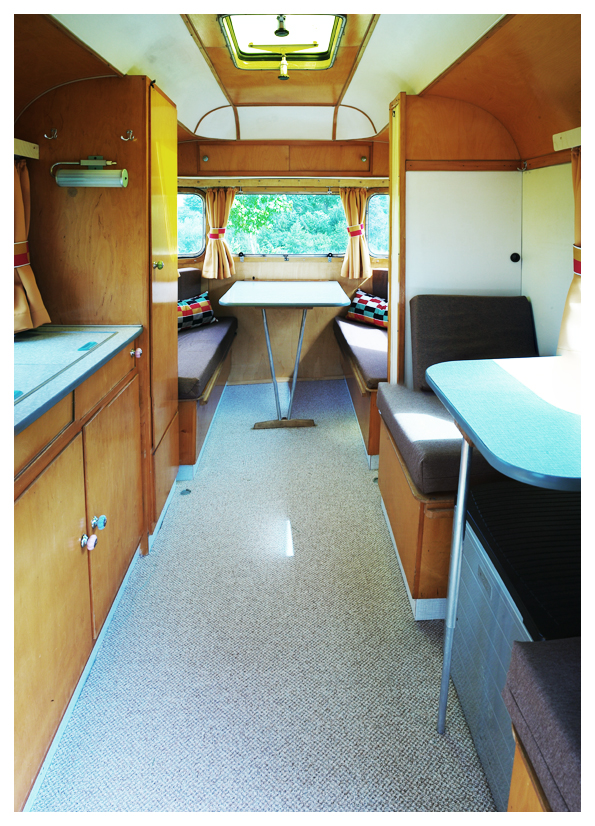
Inneneinrichtung

Nagetusch Typ 3.5
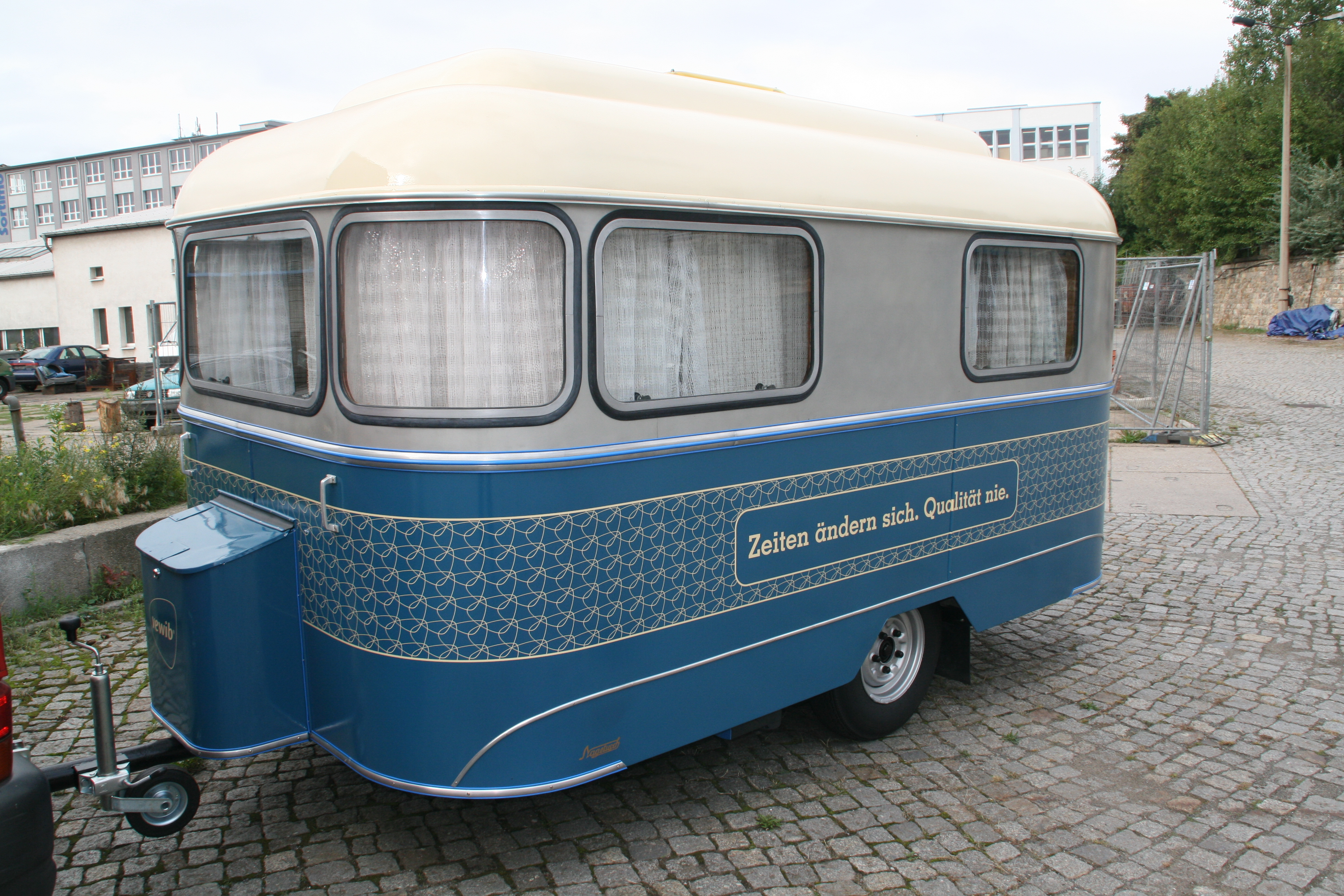
Außenansicht
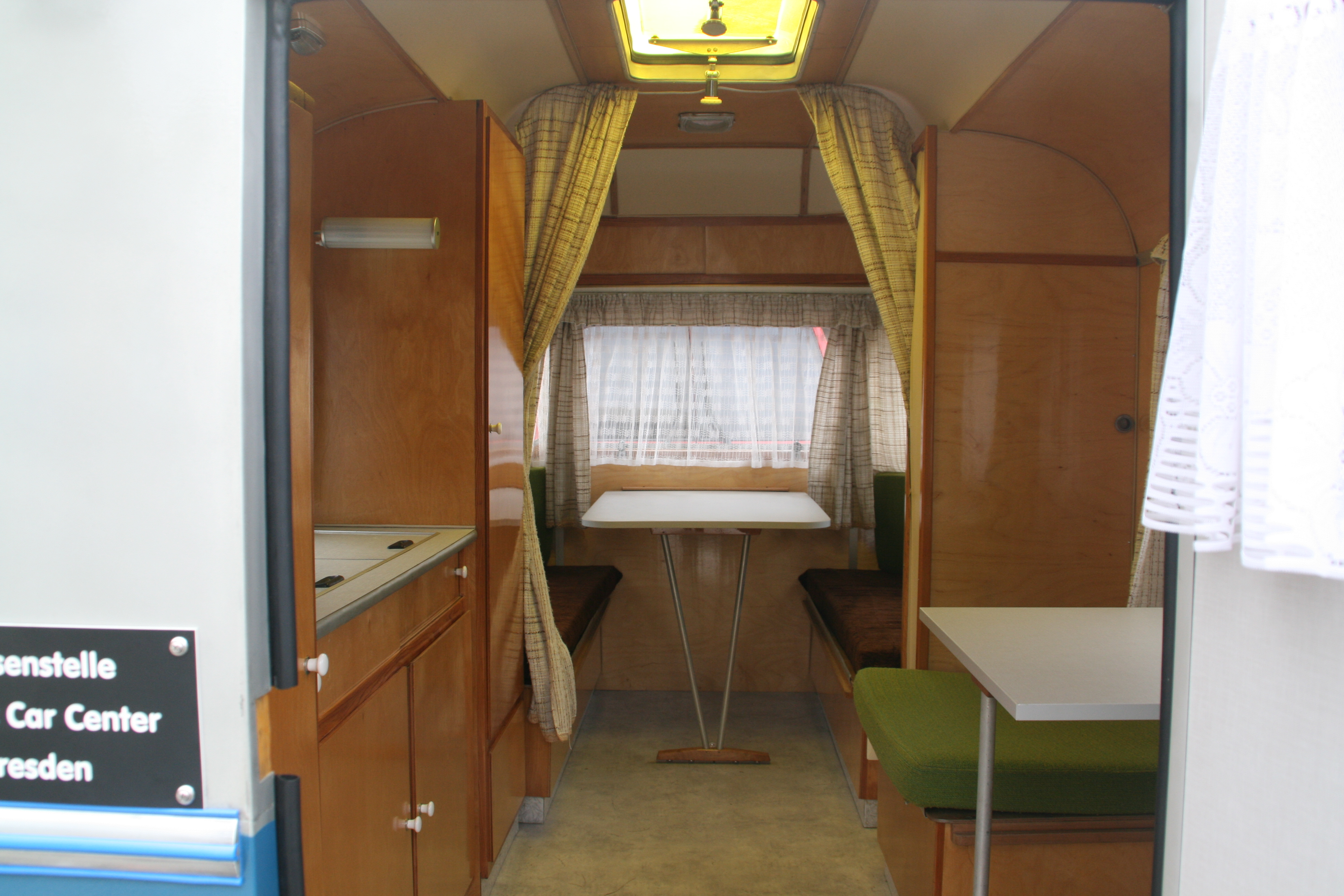
Inneneinrichtung
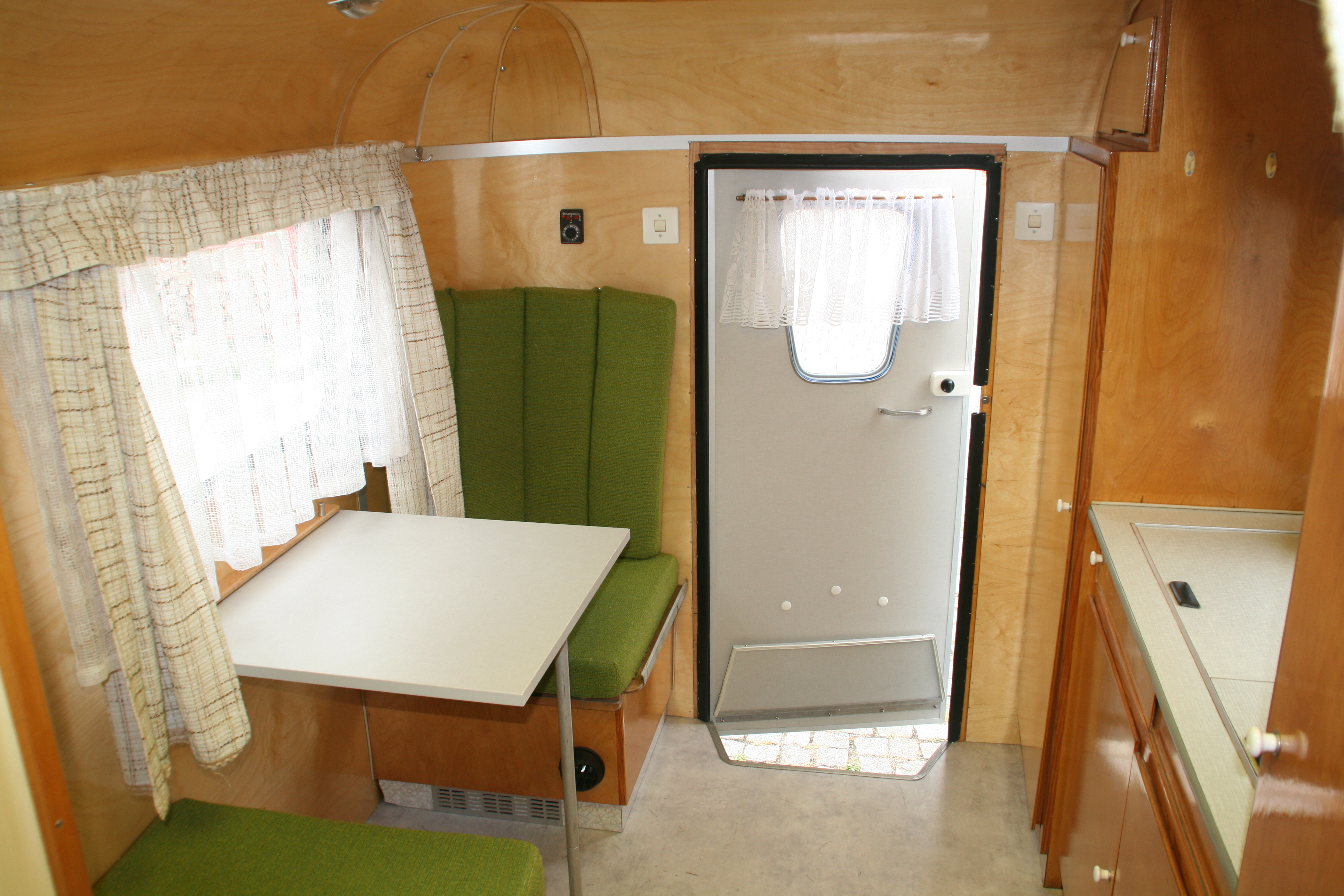
Blick zur Eingangstür
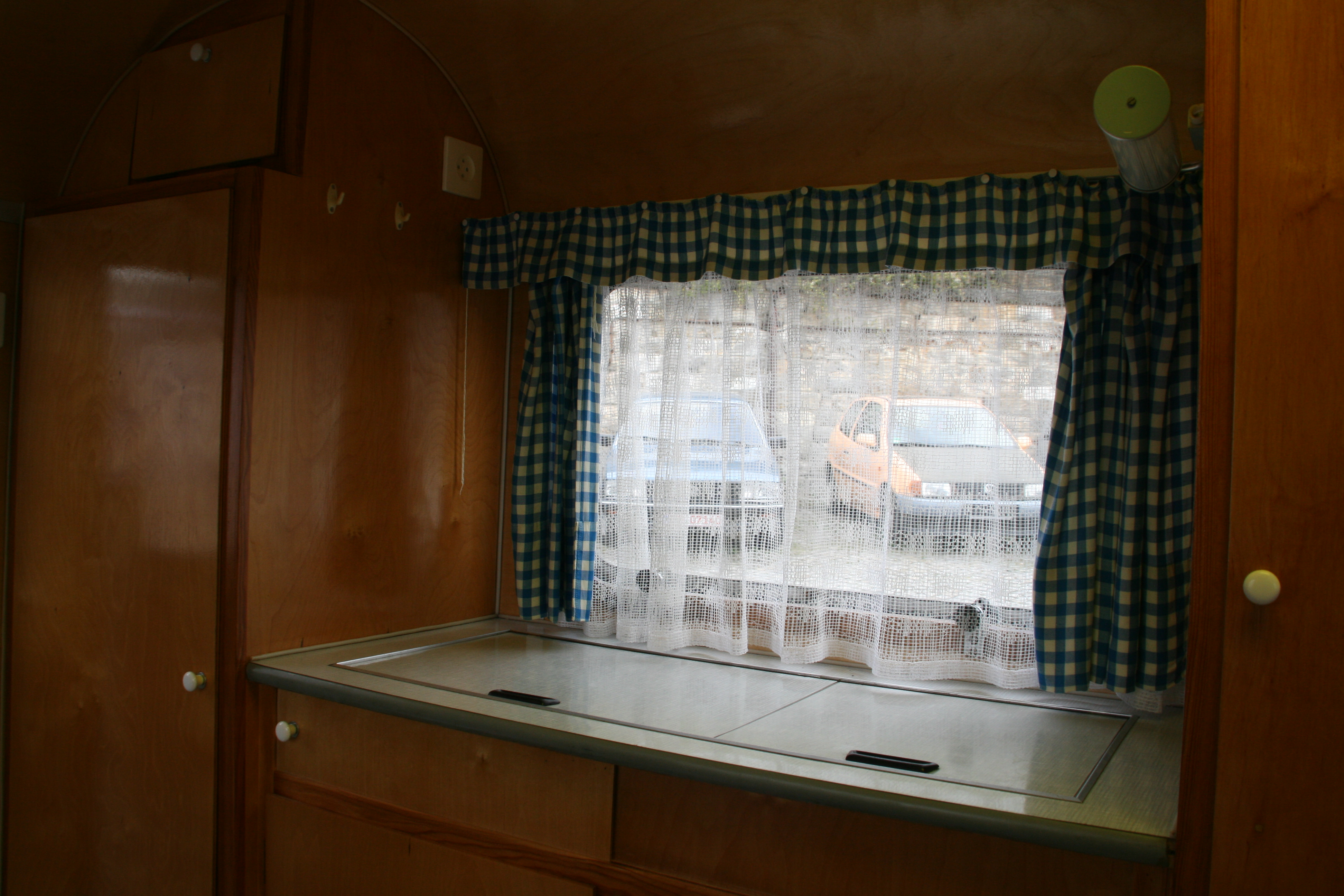
Küche